# Seznam švicarskih rokometašev
Seznam švicarskih rokometašev.

## B
- Max Blösch

## F
- Rolf Fäs

## G
- Burkhard Gantenbein
- Willy Gysi

## H
- Erland Herkenrath
- Ernst Hufschmid
- Willy Hufschmid

## M
- Werner Meyer
- Georg Mischon

## S
- Willy Schäfer
- Werner Scheurmann
- Edy Schmid
- Erich Schmitt
- Eugen Seiterle
- Max Streib
- Robert Studer

## W
- Rudolf Wirz